# Chtouka-Aït Baha
Chtouka-Aït Baha (arabiska: إقليم شتوكة أيت باها, franska: Province de Chtouka-Aït Baha) är en provins i Marocko. Den ligger i regionen Souss-Massa, 500 km sydväst om huvudstaden Rabat. Antalet invånare år 2014 var 371 102. Arean är 3 523 kvadratkilometer.